# Riska kyrka

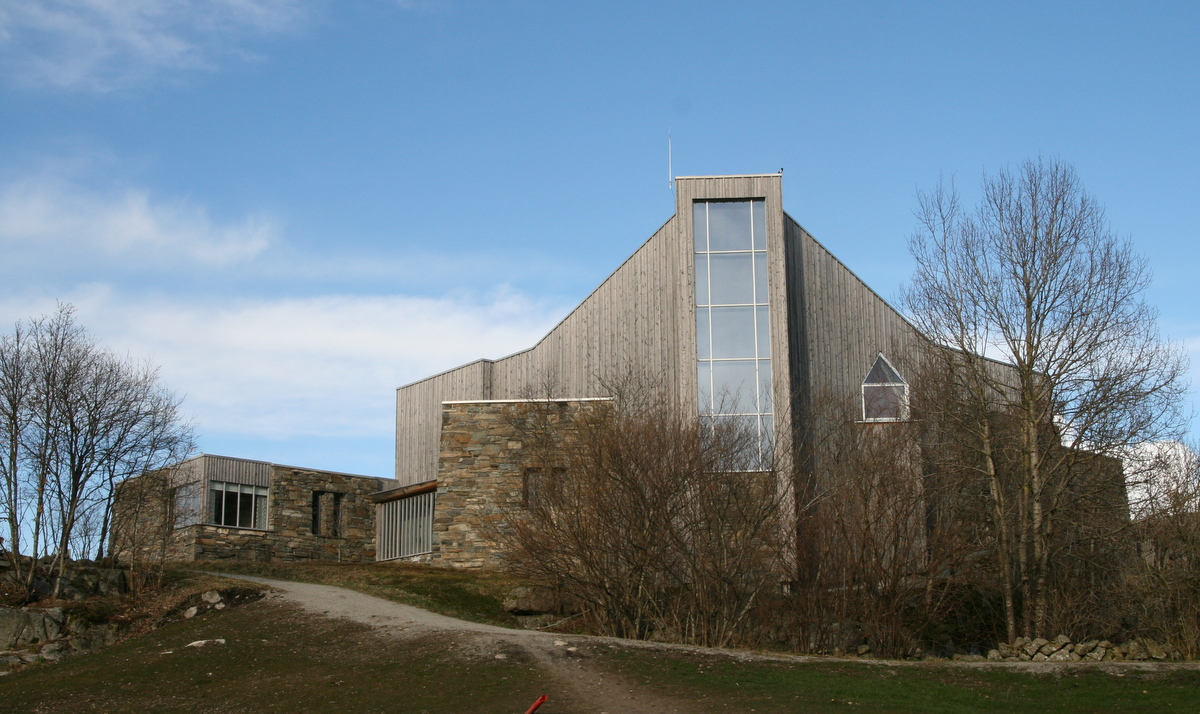
Riska kyrka

Riska kyrka är en kyrkobyggnad som ligger i Sandnes kommun, Rogaland fylke i Norge.

## Kyrkobyggnaden
Nuvarande kyrka i gråsten, trä och glas uppfördes 1999 och ersatte en träkyrka från 1877.

## Inventarier
- Orgeln kom på plats 2001.
- På fondväggen finns en stor glasmålning vars motiv är Jesus på korset.